# Тенис на Летњим олимпијским играма 1896.
Такмичења у тенису на 1. олимпијским играма 1896. у Атини у Грчкој на теренима Тенис клуба, одржана су од 8. априла до 11. априла. Учествовало је 13 такмичара из 6 земаља.

## Земље учеснице
- Аустралија (1)
- Француска (1)
- Немачко царство (1)
- Уједињено Краљевство (2)
- Грчка {7}
- Мађарска (1)

Такмичење је одржано само у мушкој конкуренцији, појединачно и у паровима. Поражени у полуфиналу нису играли за треће место него су додељене по две бронзане медаље. У игри дублова у полуфиналу један пар је био слободан и директно се пласирао у финале па је додељена једна бронзана медаља.
За игру у паровима играчи нису имали своје сталне партнере па су неки парови били састављени на лицу места од играча из две репрезентације. Такви парови се воде као мешовити тим са олимпијском заставом.
Интересантно је да су чланови мешовитог тима у саставу Флек и Робертсон наступали и у атлетским дисциплинама и освајали медаље.
Бронзану медаљу у појединачној конкуренцији освојио је Момчило Тапавица рођен у Војводини, која је тада била у саставу Аустроугарској. Пошто је Аустрија наступала посебно а Мађарска посебно Тапавица је наступао за Мађарску. МОК његову медаљу у укупном билансу освојених медаља приписује Мађарској, а ИТФ успесима југословенских тенисера.

## Освајачи медаља
| Дисциплине           |                                                                           |                                                              |                                                                              |
| Мушкарци појединачно | Џон Пајус Боланд · Уједињено Краљевство                                   | Дионисиос Касдаглис · Грчка                                  | Константинос Паспатис · Грчка                                                |
| Мушкарци појединачно | Џон Пајус Боланд · Уједињено Краљевство                                   | Дионисиос Касдаглис · Грчка                                  | Момчило Тапавица Мађарска                                                    |
| Мушки парови         | Џон Пајус Боланд · Уједињено Краљевство · Фридрих Траун · Немачко царство | Деметриос Петрококинос · Грчка · Дионисиос Касдаглис · Грчка | Едвин Теди Флек · Аустралија · Џорџ Стјуарт Робертсон · Уједињено Краљевство |

## Биланс медаља
|   | Држава               | Злато | Сребро | Бронза | Укупно |
| - | -------------------- | ----- | ------ | ------ | ------ |
| 1 | Мешовити тим         | 1     | 1      | 1      | 3      |
| 2 | Уједињено Краљевство | 1     | 0      | 0      | 1      |
| 3 | Грчка                | 0     | 1      | 1      | 2      |
| 4 | Мађарска             | 0     | 0      | 1      | 1      |
|   | Укупно (4)           | 2     | 1      | 4      | 7      |

Напомена:
- МОК сребрну медаљу у такмичењу парова приписује Мешовитом тиму јер је играо Дионисиос Касдаглис Грк из Александрије Египат, док се у другим спортовима Грчкој приписују резултати такмичара са Кипра и из Смирне. Египат није евидентиран као земља учесница на Играма.
- Датум одржавања такмичења дат је према Грегоријанском календару, а у Грчкој су се датуми водили према Јулијанском календару 27 -30. март.